# Rodnô zemia
Rodnô zemia – cotygodniowy magazyn telewizyjny TVP3 Gdańsk dla mniejszości kaszubskiej, emitowany od 21 lipca 1990 do 2010 roku w języku kaszubskim.

## Charakterystyka programu
Program podejmował szeroko rozumianą tematykę życia społeczności kaszubskiej, prezentując jej kulturę, język, gospodarkę i obyczaje. W programie znajdowały swoje miejsce również relacje z aktualnych wydarzeń kulturalnych (festiwale pieśni, jarmarki, spektakle teatralne) i oświatowych, wywiady z naukowcami i działaczami kaszubskimi oraz prezentacje lokalnych atrakcji turystycznych oraz historii i sztuki ludowej Kaszub. Program nie posiadał polskiego tytułu; można go przetłumaczyć – z języka kaszubskiego „Rodnô zemia” to w języku polskim „Ziemia ojczysta” względnie „Ziemia rodzinna”. Tytuł ten został zaczerpnięty z wiersza najwybitniejszego poety kaszubskiego Jana Trepczyka.
Redaktorami programu byli Izabella Trojanowska, Artur Jabłoński, Eugeniusz Pryczkowski. Przy emisji współpracowali również Jerzy Stachurski oraz Tomasz Fopke.  